# Julius Rietz
August Wilhelm Julius Rietz (Berlino, 28 dicembre 1812 – Dresda, 12 settembre 1877) è stato un compositore e direttore d'orchestra tedesco.

## Biografia
Si è impegnato a lungo nello studio del violoncello con Bernhard Romberg ed a sedici anni riuscì ad entrare nella orchestra di Könisberger di Berlino.
Il 16 febbraio 1833 diresse la prima assoluta della sua Lorbeerbaum und Bettelstab per la commedia musicale di Karl von Holtei a Berlino.
Nel 1834  collaborò con Felix Mendelssohn a Düsseldorf e nel 1835 ne prese il posto alla direzione dell'orchestra dove nel 1840 diresse la prima assoluta della sua Jery und Bätely.
Nel 1847 si trasferì a Lipsia per condurre l'orchestra del Teatro e diventò anche il Maestro di cappella. Nel 1848 è divenuto insegnante di composizione del locale Conservatorio e diresse i concerti al Gewandhaus come direttore principale della Gewandhausorchester di Lipsia fino al 1854.
Nel 1849 al Gewandhaus condusse la Sinfonia n. 4 (Mendelssohn) e la prima assoluta pubblica di Adventlied di Robert Schumann.
Nel 1855 al Conservatorio di Lipsia diresse la prima assoluta di Das Glück von Edenhall di Schumann.
Dal 1874 al 1877 fu il direttore principale della Sächsische Staatskapelle Dresden.
Tra le sue principali attività, menzioniamo la sua riedizione completa delle opere di Mendelssohn e di quelle di Mozart.
Per quanto riguarda la composizione, scrisse 4 opere, 3 sinfonie, svariate ouverture, 2 concerti, musica da camera.

## Opere principali

### Opere
- Die Eremiten., 1834;
- Jery und Bätely, Das Mädchen aus der Fremde., 1839;
- Der Korsar., 1850;
- Georg Neumark und die Gambe., 1859;

### Ouverture
- Opus 11, eroica;
- Opus 53, commedia overture;

### Concerti
- Opus 29, concerto per clarinetto in sol minore;
- Opus 33, concerto per oboe in fa minore;

### Opere corali
- Altdeutscher Schlachtgesang, op. 12;
- Sechs geistliche Lieder von Friedrich Oser, op. 37;
- Sechs geistliche Gesänge, op. 40;

### Lieder
- Dreizehn Gesänge, op. 6;
- Lied vom Wein, op. 36;

### Altro
- Sinfonia n. 1 sol minore, op. 13 (1843);
- Sinfonia n. 2 in la maggiore, op. 23 (1846);
- Sinfonia n. 3 in mi bemolle maggiore, op. 31 (1854/55);
- Ditirambo per coro maschile e orchestra, op. 20
- Composizioni in:  Düsseldorfer Lieder-Album: 6 canzoni con accompagnamento pianoforte , Düsseldorf 1851.